# Alice i eventyrland (film fra 1972)
 For alternative betydninger, se Alice i Eventyrland (flertydig). (Se også artikler, som begynder med Alice i Eventyrland)
Alice i eventyrland er en dansk børnefilm fra 1972 instrueret af Gert Fredholm og efter manuskript af Sandra Holm og Claus Weeke.

## Handling
Filmatisering af Det Lille Teaters opførelse, skrevet og iscenesat af S. Holm og Birgitte Livbjerg.

## Medvirkende
- Merete Arnstrøm
- Rudy Hassing
- Birte Norst
- Torben Hellborn
- Svend Erik Larsen
- Maria Stenz
- Lasse Lunderskov
- Kay Waarning